# 尾崎南
尾崎 南（おざき みなみ、1968年2月27日 - ）は、日本の女性漫画家。星座はうお座、血液型はO型。神奈川県平塚市出身。

## 概要
もともとはコミックマーケットで人気を誇った同人作家であった。 様々なジャンルで本を出しているが、特に高橋陽一の『キャプテン翼』の二次創作作品（若島津健×日向小次郎というカップリング）は、総集編が何度も発行されるなど、強い支持を受けていた。
- 1988年より商業活動を開始。「ウイングス」（新書館）にて『憧憬』を、「別冊ぱふ」にて『忠誠の証』を発表。
- 1989年、「マーガレット」（集英社）にて『3DAYS』を発表。その後、同誌にて初の商業長期連載となる『絶愛-1989-』の連載を開始。
- 1991年、『絶愛-1989-』連載終了。同年、同作の続編である『BRONZE zetsuai since 1989』を「マーガレット」（集英社）にて不定期連載開始。
- 2006年以降は商業活動を休止。同人活動のみ継続していた。活動再開までの5年間は闘病生活にあり、描くことからはほとんど離れていたとのこと[1]。
- 2011年の1月に「コーラス」（集英社）にて『BRONZE zetsuai since 1989』の番外編を発表したのを皮切りに、商業活動を再開。同年12月には「ジャンプスクエア」（集英社）にて初の少年誌作品となる『でびちる！-Devil Children-』を発表した。
- 2012年の11月、ファミ通コム内WEBコミック「エアレイド」（エンターブレイン）にて『DEVIL CHILDREN × AS』（デビルチルドレン アルティメットスペック）を発表し、掲載誌の統合により2013年の3月に「B's-LOG COMIC」（エンターブレイン）に移籍した。

代表作『絶愛-1989-』・『BRONZE zetsuai since 1989』は、台湾、香港、フランス、ドイツ、韓国、スペイン、イタリアなどで翻訳版が発売されている。

## 作品リスト

### 漫画
- 絶愛-1989-（全5巻、文庫版全3巻）
- BRONZE zetsuai since 1989（既刊14巻、『絶愛-1989-』の続編）
- Bad Blood （『BRONZE zetsuai since 1989』のシリーズ作品の一つ）
- BRONZE 最終章（『BRONZE zetsuai since 1989』の一応の完結編）
- 憧憬
- 彌勒
- 忠誠の証
- 東京ゲンジ物語（講談社）
- ダリア
- DEVIL CHILDREN×AS

#### アンソロジー
- 東日本大震災チャリティー漫画本 PARTY! HANA[注 1][2]（メディア・パル、2011年8月5日発売[3]）ISBN 978-4-89610-201-7
  - ぱぱはみゅーじしゃん ままはJリーガー〜拓人の地雷編〜[4]

### 挿絵（小説イラスト）
- 「絶愛 since 1989」集英社 新書版（小説：楠香ゆみ)
- 「華冤断章」集英社 新書版（小説：秋山凛）
- 「華冤断章-裏切り者の末裔-」集英社 新書版（小説：秋山凛）
- 「華冤断章-悪魔の住む地下 帝王の生誕れる街-」集英社 新書版（小説：秋山凛）

### イラスト集ほか
- 『尾崎南イラスト集 ZODIAC－聖獣伝説－』（集英社〈愛蔵版コミックス〉、1991年4月24日第1刷発行＜4月1日発売＞）ISBN 4-08-782122-6
- 『尾崎南イラスト集 GφD－偶像破壊主義－』（集英社〈マーガレットコミックス〉、1992年11月15日第1刷発行＜11月10日発売＞）ISBN 4-08-848044-9
- 『ネオ エゴイズム イラスト・カードBOOK』（Gakken、1993年12月15日発売）ISBN 4-05-400254-4
- 『別冊ぱふ 尾崎南完全特集号 －南－ 尾崎南&ZX完全プロデュース』（雑草社、1994年7月31日発行）雑誌17562-7
- 『BRONZE ZETSUAI since 1989 尾崎南』（集英社、1997年3月4日第1刷発行）ISBN 4-08-102024-8

### 同人誌
尾崎南 同人誌作品リスト
- 『NEO 第三帝国 一九九二』（NEO 第三帝国〈尾崎南・鉤十字彩〉、1992年8月15日発行）
- 『悪 [bφ:za] 辣』（Kreuz、1995年8月18日発行）
- 『楽園崩壊』（Kreuz、1995年8月18日発行）
- 『love you I'll kill you』（Kreuz、1996年6月30日発行）
- 『ぱぱはみゅーじしゃん ままはJリーガー』（Kreuz、1998年1月15日発行）
- 『A.Pass』（Kreuz、2000年8月11日発行）
- 『帝国 underground』（Kreuz、2004年8月14日発行）
- 『LOVE★DEVIL』（Kreuz、2010年10月10日発行）

### メディアミックス

#### OVA
- 絶愛-1989-(1992年7月29日、集英社)
- BRONZE KOJI NANJO cathexis (1994年7月6日、集英社)
- BRONZE zetsuai since 1989 (1996年12月4日、集英社・ビクターエンタテインメント)

#### CD
- 彼烈火（1988年11月6日、東芝EMI）
- 絶愛-1989-（1990年7月25日、東芝EMI）
- 南條晃司／BRONZE（1992年1月29日、東芝EMI）
- 灼熱夏 絶愛-1989- Version2（1992年9月9日、東芝EMI、TYCY-5235）
- Bad Blood（1992年10月14日、東芝EMI）
- 絶愛 DRAMA MIX 1993（1993年3月10日、東芝EMI、TYCY-5294・5）
- BRONZE ENDMAX ～南條晃司／渇愛××93（1993年9月22日、東芝EMI、TYCY-5328）
- BRONZE -Cathexis KOJI NANJO（1994年6月17日、東芝EMI）
- BRONZE 殉教（1996年2月21日、ビクターエンタテインメント）
- BRONZE zetsuai since 1989 OST（1996年12月18日、ビクターエンタテインメント）
- DRAMA CD BRONZE zetsuai since 1989（2003年3月25日、フロンティアワークス）
- DRAMA CD BRONZE zetsuai since 1989 Vol.2（2003年9月25日、フロンティアワークス）